# Lazzaretto di Trapani
Il lazzaretto di Trapani è un lazzaretto sorto agli inizi del XIX secolo per la necessità della presenza di un ospedale specifico contro le malattie trasmesse attraverso contagio (l'epidemiologia delle quali non era ancora definita) nella città di Trapani.

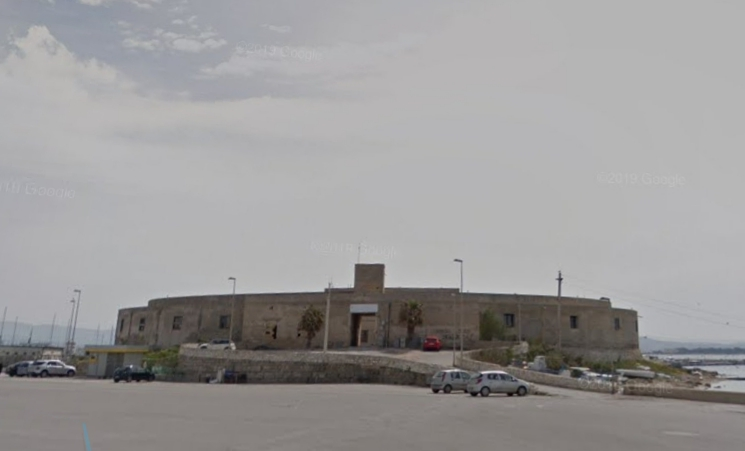
L'ex Lazzaretto

## Storia
Nella prima metà del sec. XIII sull'isolotto di Sant'Antonio (oggi unito alla terraferma) in prossimità del porto di Trapani, venne edificata la chiesa di Sant'Antonio del Mare.
L'edificio fu distrutto nel XVI secolo e dal 1831 al 1838 vi venne edificato il nuovo lazzaretto, fatto iniziare dal tenente generale Giovanbattista Fardella. Lo scopo era quello di accogliere soggetti portatori di malattie contagiose, unitamente alle loro mercanzie, provenienti soprattutto dalle navi che arrivavano in porto, per limitarne la diffusione e per prevenire le epidemie, mettendoli in quarantena. Fu chiuso nel 1885. In occasione dell'alluvione del 1976 fu utilizzato per ospitare gli sfollati.
Oggi è sede della sezione trapanese della Lega navale italiana. Il comune, proprietario dell'immobile, lo aveva posto in vendita al costo di 11 milioni di euro, sollevando nel 2012 la protesta dei cittadini.

## Architettura
Il complesso, a pianta mistilinea, con monumentali colonne doriche all'ingresso, si presenta come una grande esedra, di forma semicircolare, sulla quale si aprono a raggiera gli alloggi per i malati, è opera dell'architetto palermitano Antonino Gentile.